# سیارک ۱۸۱
سیارک ۱۸۱ (به انگلیسی: 181 Eucharis) صد و هشتاد و یکمین سیارک کشف شده‌است که در ۲ فوریه ۱۸۷۸ و در مارسی کشف شد.
قدر مطلق سیارک برابر ۷٫۸۴ است.